# Richard Sibbes
Richard Sibbes (o Sibbs) (Tostock, Suffolk, 1577-1635) fue un teólogo anglicano. Es conocido como exégeta bíblico y como representante, con William Perkins y John Preston, de lo que se ha llamado puritanismo de "línea principal"  porque alguna vez permaneció en la Iglesia de Inglaterra y oró de acuerdo con el Libro de Oración Común.

## Vida
Nació en Tostock, donde su padre era un carretero; otras fuentes mencionan el pueblo de Sudbury. Asistió al St John's College, Cambridge desde 1595. Fue profesor en la Holy Trinity Church, Cambridge desde 1610 o 1611 hasta 1615 o 1616. Fue un erudito erróneamente privado de sus diversos puestos académicos a causa de su puritanismo por los estudiosos de los siglos XVIII y XIX, a pesar de que Sibbes nunca fue privado de ninguno de sus mensajes, debido a su ingenio del sistema.
Luego fue predicador en Gray's Inn, Londres, a partir de 1617, regresando a Cambridge como Maestro de Catherine Hall College en 1626, sin renunciar a al cargo de Londres.
También en 1626, se creó el grupo de apoyo conocido como Fefefees for Impropriations, y Sibbes fue miembro fundador (se basa en una agrupación informal que data de 1613). Estuvo estrechamente relacionado con St Antholin, Budge Row, por sus siete años de existencia: fue cerrado en 1633 Con otros, trabajó para financiar y proporcionar plataformas para predicadores. Fue uno de los cuatro ministros en las tarifas originales, los otros miembros fueron elegidos como cuatro abogados y cuatro laicos

## Obras
Fue autor de varias obras devocionales que expresan un intenso sentimiento religioso: The Saint's Cordial (1629), The Bruised Reed and Smoking Flax (1631, exégesis de Isaías 42: 3), The Soules Conflict (1635), etc.
Un volumen de sermones apareció en 1630, dedicado a Horace Vere, primer barón Vere de Tilbury, y su esposa Lady Mare. La mayoría de las otras obras fueron publicadas por Thomas Goodwin y Philip Nye, después de la muerte de Sibbes. El contenido desmentía las actitudes principalmente moderadas y conformes por las cuales Sibbes era conocido en vida. 'Beames of Divine Light, A Description of Christ in Three Sermons and Bowels Opened' apareció en 1639, al igual que 'The Volverning Backslider', sermones sobre el Libro de Oseas.
James Nichol publicó una edición completa entre 1862 y 1864 en Edimburgo, en siete volúmenes, con una memoria biográfica de Alexander Grosart.

## Vistas
Los líderes clericales de los Feoffees, Davenport, Gouge y Sibbes, todos se adhirieron a laTeología del Pacto, bíblica y reformada , tal como la formaron los teólogos ingleses Perkins, Preston, William Ames, y Thomas Taylor. Hubo una suposición tácita de una iglesia estatal. Sibbes creía que la Segunda Venida era necesaria para completar la obra que Cristo había comenzado.
Los esfuerzos para definir aun más el puritanismo de Sibbes, que es un término muy debatido, lo ubican en varios grupos. Bajo piadosos " no separatistas ", está con Preston,  Richard Baxter, Robert Bolton, y  John Dod. Bajo aquellos que se conformarían con establecer formas de adoración, él está con DodNicholas Byfield, Richard Capel, John Downame, Arthur Hildersham, y Richard Stock (otro Feoffee). También es un puritano totalmente Conformista , con PrestonSamuel Ward, yRobert Hill. Con Richard Bernard, que fue un calvinista moderado que promovió la tolerancia religiosa. Con Perkins, Preston, Baxter y Henry Newcome, era un puritano moderado y no presbiteriano. However one classifies him, it is undeniable that he was a faithful member of the Elizabethan church.
Su perspectiva era europea, o incluso más amplia, y vio el catolicismo en términos de una conspiración represiva. Con Davenport, Gouge, Taylor,Thomas Gataker, John Stoughton, yJosias Shute, ayudó a recaudar dinero para los protestantes del Electorado del Palatinado afectados por el comienzo de la Guerra de los Treinta Años ; y luego para las misiones de John Dury Laud brought up Sibbes, Davenport, Gouge and Taylor in front of the Court of High Commission for this. The Fountain Opened (1638) advocated mission work.

## Citas
"Hay más misericordia en Cristo que pecado en nosotros"

## Influencia
Sus obras fueron muy leídas en Nueva Inglaterra. Thomas Hooker, prominente allí desde 1633, fue influenciado directamente por Sibbes, y su "teología desposada", usando el matrimonio como una metáfora religiosa, se basa en The Bruised Reed and Bowels Opened .
El poeta George Herbert era contemporáneo, y hay sugerencias sobre paralelos. Cuando Herbert habla en The Church Militant sobre el movimiento hacia el oeste de la propagación del evangelio, Christopher Hill comenta que esto pudo provenir de The Bruised Reed . Otros ejemplos han sido propuestos por Doerksen.
Sibbes fue citado por el metodista John Wesley. El predicador bautista Charles Spurgeon sestudió su oficio en Sibbes, Perkins y Thomas Manton. El teólogo reformado Martyn Lloyd-Jones escribió en los términos más altos de su propio encuentro con la obra de Sibbes.